# Gretsch
Gretsch är en amerikansk tillverkare av musikinstrument, känd för sina gitarrer och trumset.
Företaget grundades 1883 i Brooklyn, New York av Friedrich Gretsch, en 27-årig tysk immigrant, kort efter hans ankomst till USA. Friedrich Gretsch tillverkade banjos, tamburiner och trummor i sin instrumentbutik på 128 Middleton Street.  Verksamheten flyttade till South 4th Street 1894. Efter Friedrichs plötsliga död 1895 tog hans tonårige son, Fred Gretsch Sr, över verksamheten. 
Han utökade verksamheten med Gretsch Building #1 på 109 South 5th Street 1903, Gretsch Building #2 på 104–114 South 4th Street 1910 och tio våningar höga Gretsch Building #4 på 60 Broadway Street 1916.  
Företaget ägde eller drev till slut sex fastigheter med fabriker och försäljning i närområdet, inklusive ett lager på Dunham Place. Både gitarrer och trummor tillverkades på 60 Broadway fram till mitten av 1960-talet, då trumproduktionen konsoliderades på 109 South 5th Street så att gitarrproduktionen kunde utökas.
Fred Gretsch Jr. drev företaget fram till 1967 då Gretsch såldes till Baldwin Piano Co. 1969 flyttade Baldwin Gretsch instrumenttillverkning från Brooklyn till en fabrik i DeQueen, Arkansas.
Gretsch Building #4 ägdes av familjen Gretsch fram till 1999, då den såldes och byggdes om till lyxiga bostadsrätter. 

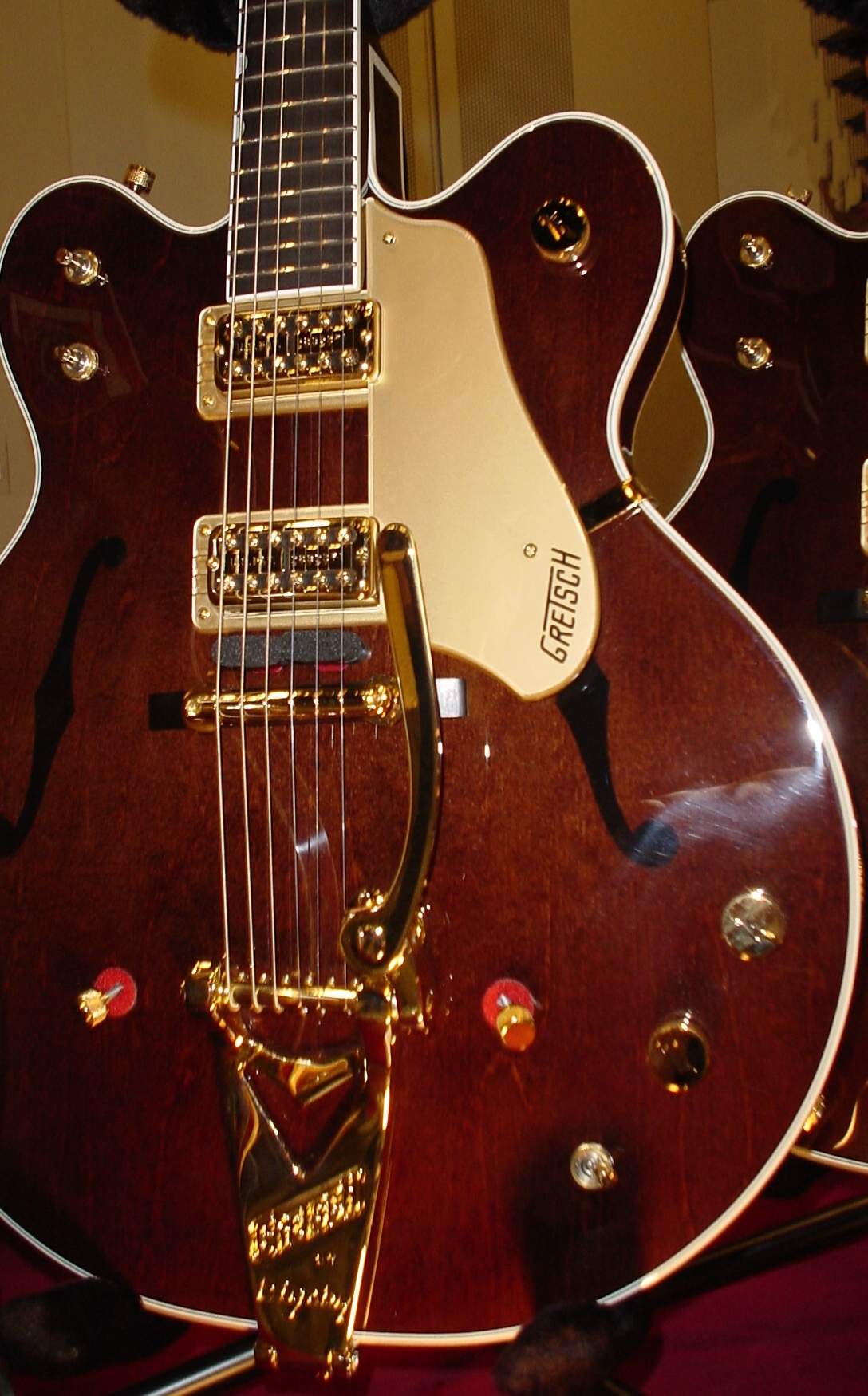
En G6122-1962 Chet Atkins Country Gentleman model.
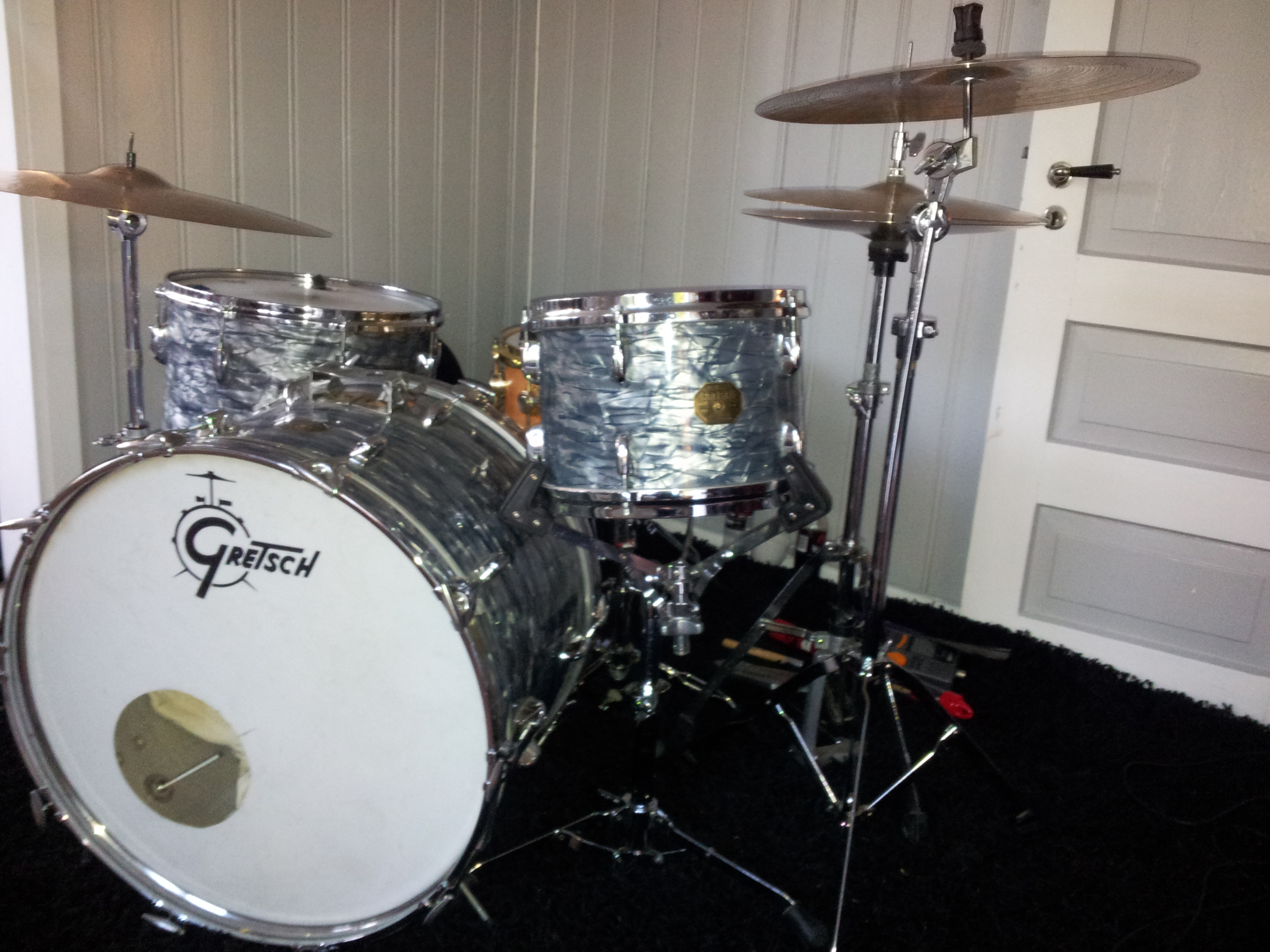
Ett trumset från Gretsch.
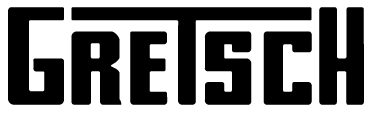
Gretsch logga.

## Gitarr modeller
- Gretsch 6120, Chet Atkins
- Gretsch G1627 Synchromatic Sparkle Jet
- Gretsch 6128 Duo Jet
- Gretsch G6131 Jet Firebird
- Gretsch G6131MY Signature Jet (Malcolm Young Edition)
- Gretsch 6136 White Falcon
- Gretsch 6199 Jupiter Thunderbird
- Gretsch BST 1000
- Gretsch Triple Jet